# Berta annulifera
Berta annulifera är en fjärilsart som beskrevs av W. Warren 1896. Berta annulifera ingår i släktet Berta och familjen mätare. Inga underarter finns listade i Catalogue of Life.